# Форсайт (Міссурі)
Форсайт (англ. Forsyth) — місто (англ. city) в США, в окрузі Тейні штату Міссурі. Населення — 2730 осіб (2020).

## Географія
Форсайт розташований за координатами 36°41′58″ пн. ш. 93°6′58″ зх. д. / 36.69944° пн. ш. 93.11611° зх. д. (36.699557, -93.116126).  За даними Бюро перепису населення США в 2010 році місто мало площу 5,83 км², з яких 5,81 км² — суходіл та 0,02 км² — водойми.

## Демографія
Згідно з переписом 2010 року, у місті мешкало 2255 осіб у 967 домогосподарствах у складі 590 родин. Густота населення становила 387 осіб/км².  Було 1164 помешкання (200/км²).
Расовий склад населення:
| - 96,1 % — білих - 0,9 % — корінних американців - 0,4 % — азіатів - 0,3 % — чорних або афроамериканців |

До двох чи більше рас належало 1,8 %. Частка іспаномовних становила 3,0 % від усіх жителів.
За віковим діапазоном населення розподілялося таким чином: 16,4 % — особи молодші 18 років, 51,0 % — особи у віці 18—64 років, 32,6 % — особи у віці 65 років та старші. Медіана віку мешканця становила 51,7 року. На 100 осіб жіночої статі у місті припадало 90,8 чоловіків;  на 100 жінок у віці від 18 років та старших — 91,4 чоловіків також старших 18 років.
Середній дохід на одне домашнє господарство  становив 55 761 долар США (медіана — 36 462), а середній дохід на одну сім'ю — 64 000 доларів (медіана — 50 054). Медіана доходів становила 48 092 долари для чоловіків та 26 103 долари для жінок. За межею бідності перебувало 14,1 % осіб, у тому числі 19,0 % дітей у віці до 18 років та 14,0 % осіб у віці 65 років та старших.
Цивільне працевлаштоване населення становило 721 осіб. Основні галузі зайнятості: освіта, охорона здоров'я та соціальна допомога — 19,7 %, роздрібна торгівля — 18,9 %, науковці, спеціалісти, менеджери — 16,8 %.